# Square Charles-Hermite
Pour les articles homonymes, voir Hermite.
Le square Charles-Hermite est un square du 18e arrondissement de Paris.

## Situation et accès
Le square est situé impasse des Fillettes et on y accède par la rue Charles-Hermite.
Il est desservi par la ligne 12 à la station Porte de la Chapelle.

## Origine du nom
Il tient sa dénomination de la rue éponyme qui dessert la cité HBM proche, et qui porte le nom du mathématicien Charles Hermite (1822-1901).

## Historique
Il est situé dans le périmètre de la ZAC Gare des Mines-Fillettes.